# Paolo Bertolucci
Paolo Bertolucci (ur. 3 sierpnia 1951 w Forte dei Marmi) – włoski tenisista i trener tenisa, zdobywca Pucharu Davisa.

## Kariera tenisowa
Zawodowym tenisistą był w latach 1970–1983.
W grze pojedynczej 6 turniejów rangi ATP World Tour oraz osiągnął 6 finałów. 3 razy triumfował we Florencji i po razie w Barcelonie, Hamburgu i Berlinie. W deblu został mistrzem 12 imprez ATP World Tour oraz przegrał 7 finałów.
W latach 1972–1983 reprezentował Włochy w Pucharze Davisa. W 1976 został wspólnie z zespołem narodowym zwycięzcą edycji pokonując w finale 4:1 Chile. Bertolucci rywalizował w rundzie z Chilijczykami w meczu deblowym za partnera mając Adriano Panattę, z którym wygrał z Patriciem Cornejo i Jaime Fillolem. W latach 1977, 1979 i 1980 reprezentacja Włoch w składzie z Bertoluccim przegrywała finały. Startował w turnieju głównie w pojedynkach gry podwójnej osiągając bilans 22–8, natomiast w singlu 8–2.
W rankingu gry pojedynczej najwyżej był na 12. miejscu (23 sierpnia 1973), a w klasyfikacji gry podwójnej na 27. pozycji (24 marca 1980).

## Kariera trenerska
Po zakończeniu kariery zawodniczej zajął się pracą trenerską, w latach 1983–1992 szkoląc juniorów z krajowej federacji tenisowej. W 1993 i 1994 był trenerem Omara Camporese, a także pełnił funkcję kapitana reprezentacji Włoch w Pucharze Davisa w latach 1998–2000. Od 2001 jest komentatorem dla stacji Sky Italia.